# باربی در دوازده پرنسس رقصنده
باربی در دوازده پرنسس رقصنده (به انگلیسی: Barbie in the 12 Dancing Princesses) فیلم پویانمایی رقص محصول سال ۲۰۰۶ می‌باشد که در وهلهٔ نخست در ۱۰ سپتامبر سال ۲۰۰۶ بر روی نیکلودئون به‌نمایش در آمد و بعدها در ۱۹ سپتامبر بر روی دی‌وی‌دی منتشر گردید.